# Национальная женская партия
Национальная женская партия (NWP) — американская женская политическая организация, созданная в 1916 году для борьбы за избирательное право женщин. В 1920 году после принятия Девятнадцатой поправки к Конституции Соединённых Штатов, партия выступала с другими инициативами, в частности за принятие Поправки о равных правах. Самым выдающимся лидером Национальной женской партии была Элис Пол, а самым заметным событием — бдение Молчаливых стражей 1917—1919 годов у ворот Белого дома. С 1 января 2021 года партия прекратила свою деятельность в качестве независимой некоммерческой организации и передала права на товарные знаки и другие виды использования названия Институту Элис Пол. Институт Элис Пол пригласил трёх членов Совета директоров партии присоединиться к их совету для создания нового комитета для «консультирования по потенциальному расширению программ в Вашингтоне, округ Колумбия, и на национальном уровне».

## История
Национальная женская партия стала преемником Союза Конгресса за избирательное право женщин, который был создан в 1913 году Элис Пол и Люси Бёрнс для борьбы за избирательное право женщин. Национальная женская партия отделилась от гораздо более крупной Национальной американской женской суфражистской ассоциации, которая сосредоточилась на попытках добиться избирательного права женщин на уровне штатов. Национальная женская партия уделила приоритетное внимание принятию конституционной поправки, обеспечивающей избирательное право женщин на всей территории Соединённых Штатов.
Элис Пол была тесно связана с английским Женским социально-политическим союзом (WSPU), организованным Эммелин Панкхёрст. Будучи студенткой колледжа в Англии, Пол стала участвовать в акциях за избирательное право, организованных семьёй Панкхёрст. В это время Элис Пол познакомилась с Люси Бёрнс, которая впоследствии стала соучредителем NWP. Элис Пол была тесно связана с радикальной кампанией за избирательное право в Англии, когда члены WSPU оскорбляли членов парламента, плевали в полицейских и совершали поджоги. Но когда она уехала методы достижения целей были ею пересмотрены. Для того, чтобы добиться разрешения на участие женщин в избирательном процессе в Соединённых Штатах, Пол стала пионером гражданского неповиновения.
В то время когда британские суфражистки прекратили свои протесты в 1914 году и поддержали британскую военную кампанию в Первой мировой войне, Пол продолжила борьбу за равенство женщин и организовала пикетирование президента, чтобы привлечь внимание к отсутствию избирательных прав для женщин. Члены NWP утверждали, что со стороны Соединённых Штатов лицемерно вести войну за демократию в Европе, отрицая её преимущества для половины населения США. Аналогичные аргументы выдвигались в Европе, где большинство союзных государств уже предоставили или вскоре предоставят некоторым женщинам избирательные права.
После опыта работы с суфражистками в Великобритании Элис Пол и Люси Бёрнс воссоединились в Соединённых Штатах в 1910 году. Эти две женщины вступили в Комитет Конгресса Национальной американской ассоциации избирательных прав женщин (NAWSA). В марте 1913 года они организовали первый национальный парад за избирательные права с участием (по разным оценкам) 5000-8000 женщин в Вашингтоне, округ Колумбия, за день до инаугурации Вудро Вильсона. Это было продуманным политическим ходом, с целью продемонстрировать силу женщин и показать, что они не отступятся и будут продолжать добиваться своей цели при администрации Вильсона. Возглавляла парад Инес Милхолланд, одетая во всё белое верхом на белом коне — образ, который позже послужил символом движения за избирательное право. Расположение Милхолланд в начале парада также было стратегическим ходом: Пол знала, что красота Милхолланд привлечёт внимание средств массовой информации и последователей. Одним из критических замечаний в ходе этого первого национального парада за избирательные права было отсутствие цветных женщин бок о бок с белыми женщинами. Хотя Пол никогда не возражала против того, чтобы цветные женщины получили право голоса, она запретила им маршировать вместе с белыми женщинами. А чтобы успокоить южанок, позволила им идти в конце парада вместе с мужчинами. Парад быстро перерос в хаос из-за бурной реакции толпы и отсутствия поддержки со стороны местной полиции. Полиция округа Колумбия мало что сделала, чтобы помочь суфражисткам; но женщинам помогали Национальная гвардия Массачусетса, Национальная гвардия Пенсильвании и мальчики из Сельскохозяйственного колледжа Мэриленда, которые создали живой барьер, защищающий женщин от разъярённой толпы.
После этого события, который Пол эффективно использовала для привлечения внимания общественности к вопросу избирательного права для женщин, они вместе с  Бёрнс основали в апреле 1913 года Союз Конгресса за избирательное право женщин, позже отделившийся от NAWSA. К этому их подтолкнуло множество причин, но в первую очередь Пол и Бёрнс были разочарованы неторопливым подходом Национальной ассоциации и поддержке проведения референдумов в отдельных штатах, и вместо этого хотели внести поправку в Конгресс. Кроме этого, Элис Пол раздражало руководство Керри Чапмен Кэтт, из-за разницы во взглядах на работу по вопросу избирательного права и отношения к радикализму. Кэтт не одобряла радикальные стратегии, вдохновлённые британскими «суфражистками», которые Пол и Бёрнс пытались внедрить в Американское движение за избирательное право.
Раскол усугубился серьёзным расхождением во мнениях по поправке Шафрота–Палмера, которая послужила причиной ухода Элис Пол с поста председателя Национального комитета Конгресса. Поправка представляла собой своего рода компромисс, призванный успокоить расистские настроения на Юге, так как могла требовать разрешения на проведения референдума по избирательному праву в любом штате, если под петицией о его целесообразности поставят подписи более 8 процентов граждан. Это позволило бы сохранить законотворчество вне федеральных рамок, что было бы более привлекательным предложением для Юга. Южные штаты опасались поправок в федеральное законодательство, предлагаемых Конгрессом об избирательном праве женщин, как возможного вмешательства в их ограничительную систему избирательных законов, призванную лишить избирательных прав чернокожего избирателя.
Пол и Бёрнс считали, что эта поправка была смертельным отвлекающим фактором от истинной и в конечном счёте необходимой цели всеобъемлющей федеральной поправки, защищающей права всех женщин. Особенно с учётом того, что в то время референдумы в штатах воспринимались как почти наносящие ущерб делу. По словам Пол, «достаточно трудно серьёзно относиться к двусмысленной, уклончивой, детской замене простой и достойной поправки об избирательном праве, которая сейчас находится на рассмотрении Конгресса».

## Оппозиция Вильсону
Женщины, связанные с партией, устроили парад суфражисток 3 марта 1913 года, за день до инаугурации Вильсона.
Во время первого заседания сподвижников Пол пояснила, что партия не будет традиционной политической партией и, следовательно, не будет поддерживать кандидата в президенты во время выборов. Не поддерживая ни одну из политических партий, NWP направила большую часть своего внимания на президента Вудро Вильсона и демократов, критикуя их как ответственных за неспособность принять конституционную поправку. В результате в 1918 году Пол провела кампанию, которая бойкотировала демократов из-за их отказа поддержать избирательное право для женщин. Причём их бойкот касался всех демократов без исключения, даже тех, кто поддерживал их позицию в вопросе избирательного права. В итоге устроенный партией бойкот, привёл к тому, что республиканская партия получила большинство в палате представителей. Продолжая отстаивать право женщин на участие в избирательных процессах, Национальная женская партия особым образом реагировала и на текущие события. В вопросе об участии США в Первой мировой войне, NWP отказалась как от поддержки, так и от критики правительства, в то время как их соперники из NAWSA под руководством Кэрри Чэпмен Кэтт высказали единогласное одобрение военным усилиям. Таким образом, Национальная женская партия привлекла в свои ряды разнообразные группы активистов от пацифистов до социалистов, которые поддержали оппозицию президенту, выступающему против избирательного права.

## Пикетирование Белого дома
Эскалация конфликта в Европе не помешала Элис Пол и Национальной женской партии выразить протест против лицемерной позиции Вильсона в отношении войны. Президент США продвигал идею сохранения демократии за рубежом, хотя Соединённые Штаты по-прежнему отказывали половине своих граждан в праве голоса. Не все одобряли пикеты NWP, которые проходили во время войны, в то время как другие избирательные группы, такие как NAWSA, решили поддержать военные усилия страны. Пикеты, получившие название «Безмолвные стражи», продолжались с 10 января 1917 года по июнь 1919 года. Поначалу к пикетчикам относились терпимо, но когда они не прекратили свои протесты после объявления участия Соединённых Штатов в войне в 1917 году, их арестовала полиция за препятствование движению транспорта. Независимо от погоды, женщины стояли у Белого дома с плакатами в руках, на которых были написаны цитаты Вильсона о сохранении демократии за рубежом. Тем самым подчёркивая лицемерие президента и отсутствие поддержки поправки о национальном избирательном праве. Когда их впервые арестовали, Люси Бёрнс утверждала, что они были политическими заключёнными (хотя это понятие не использовалось в США), но к ним относились как к обычным правонарушителям. В знак уважения к приверженности женскому избирательному праву они отказались платить штрафы и согласились на тюремное заключение.
Первая ночь, которую «безмолвные стражи» провели в тюрьме, была известна как «Ночь ужаса»: заключённых избивали до тех пор, пока некоторые из них не потеряли сознание, не давали пищу, а руки Бёрнс были скованы цепями над головой. Из-за незаконного и жестокого обращения с задержанными многие члены партии объявили голодовку. Женщины оставались в ужасных условиях и слабели на глазах, но продолжали упорствовать. Через некоторое время охранникам было приказано насильно кормить женщин. При проведении этой процедуры они применяли длинные узкие трубки, засовывая их в горло, что вызывало множество травм и ран, которые не заживали. Суфражисток также заставляли работать в тюремных мастерских, часто избивали и оскорбляли. Некоторые из суфражисток поделились своими историями заключения, сопровождавшимся жестоким обращением и физическим насилием, с прессой и с «Суфражисткой» — газетой, описывающей борьбу за избирательные права женщин. Дорис Стивенс, видный член Национальной женской партии, описала ужасы, что пережили женщины в работном доме Оккоквана в своих мемуарах «Заключённая за свободу». 
Таким образом, акция «безмолвных стражей» и последующие аресты протестующих получили широкую огласку в то время, когда Вильсон пытался создать себе и нации репутацию международного лидера в области прав человека.
Существует много различных теорий о том, почему Вильсон изменил свою позицию в отношении избирательного права. Он выступал за избирательное право женщин на уровне штатов, но воздержался от поддержки общенациональной конституционной поправки, потому что его партия была резко разделена, а Юг выступал против поправки на основании прав штата. Единственным южным штатом, предоставившим женщинам право голоса, был Арканзас. Национальная женская партия в 1917-1919 годах неоднократно нападала на Вильсона и его партию за то, что они не принимали поправку. Он сам, однако, поддерживал тесные контакты с более умеренными суфражистками из NAWSA. Президент продолжал придерживаться политики сдержанности, пока не убедился что Демократическая партия на Севере поддерживает его; референдум 1917 года в штате Нью-Йорк в пользу избирательного права оказался для него решающим. В январе 1918 года Вильсон лично отправился в Палату представителей и выступил с решительным и широко опубликованным призывом принять законопроект.
У Национальной женской партии было много инновационных тактик ненасильственного характера, включая организацию сидячих забастовок, конференций и делегаций женщин из высшего общества и рабочего класса, бойкот демократов на промежуточных выборах, использование права голоса женщин на западе, ежедневное обращение к Вильсону через пикетирование Белого дома. Эта тактика способствовала тому, что президент изменил свою позицию по законопроекту об избирательном праве. Он был принят, но Сенат застопорил внесение поправки до 1919 года, а затем, наконец, направил её в штаты для ратификации. Специалист по коммуникационным исследованиям Белинда А. Стиллион Саутард писала, что «...кампания Национальной женской партии имела решающее значение для обеспечения принятия Девятнадцатой поправки».

## Борьба за равные права
Национальная женская партия сыграла решающую роль в принятии Девятнадцатой поправки в 1920 году, которая предоставила американским женщинам право голоса. Затем Элис Пол обратила свое внимание на обеспечение поправки о равных правах (ERA), которая, по её мнению, была жизненно необходима женщинам для обеспечения гендерного равенства. Партия перегруппировалась в 1923 году и опубликовала журнал «Равные права». Публикация была адресована женщинам, но также предназначалась для информирования мужчин о преимуществах избирательного права женщин, правах женщин и других вопросах, касающихся американских женщин. Мужчины и женщины должны иметь равные права на всей территории Соединённых Штатов и в любом месте, подпадающем под их юрисдикцию.
Национальная женская партия не поддержала «оберегающее» законодательство, утверждая, что эти законы будут продолжать снижать заработную плату женщин и препятствовать доступу женщин ко всем видам работ и к различным слоям общества. В то же время NWP поддерживала работающих женщин, и их содействие было крайне важным на протяжении всей их кампании за национальную поправку. Элис Пол организовала множество депутаций от рабочего класса и даже отправила более 400 рабочих «синих воротничков» на встречу с Вильсоном. Хотя этот шаг считался весьма спорным из-за разницы в статусе, он продемонстрировал поддержку со стороны Элис Пол всем женщинам, а не только женщинам высшего общества.